# Tityus pachyurus
Espèce
Tityus pachyurus est une espèce de scorpions de la famille des Buthidae.

## Distribution
Cette espèce est endémique de Colombie,.

## Description
Le mâle holotype mesure 67 mm et la femelle 61 mm.
Les mâles mesurent de 49,05 à 86,97 mm et les femelles de 56,66 à 82,15 mm.

## Publication originale
- Pocock, 1897 : « Descriptions of some new species of scorpions o the genus Tityus, with notes upon some forms allied to T. americanus (Linn.). » Annals and Magazine of Natural History, sér. 6, vol. 19, p. 510-521 (texte intégral).